# Уфимцев Микола Іванович
Микола Іванович Уфимцев (1888, селище Усть-Сисертського заводу Пермської губернії, тепер Свердловська область, Російська Федерація — розстріляний 22 червня 1938) — радянський партійний діяч, відповідальний секретар Кримського обласного комітету РКП(б).

## Біографія
Народився у родині робітника сірникової фабрики. П'ять місяців навчався у двокласному училищі. Трудову діяльність розпочав рахівником Усть-Сисертського заводу Пермської губернії. Брав активну участь у революційних подіях 1905 року.
Член РСДРП(б) з 1906 року.
З 1906 по 1912 роки декілька разів заарештовувався, відбував ув'язнення і адміністративні заслання (п'ять разів). Брав активну участь в роботі більшовицьких організацій Єкатеринбургу та Мотовилихи. Знову заарештовувався у 1914 і 1915 роках, після чого був мобілізований до російської армії.
Після Лютневої революції 1917 року був головою Шадринської Ради солдатських депутатів Пермської губернії. З липня 1917 року — роз'їзний інструктор Уральського комітету РСДРП(б), голова Моршанського військового комітету РСДРП(б) Тамбовської губернії. Учасник Громадянської війни в Росії.
З січня 1918 року — член колегії Уральського обласного комісаріату із військових справ, заступник військового комісара Уральської області. З липня 1918 року — військовий комісар стрілецької бригади Східної 29-ї стрілецької дивізії 3-ї армії РСЧА.
У 1919 році — член Північного відділення нелегального Сибірського (Урало-Сибірського) бюро ЦК РКП(б), член Урало-Сибірського бюро ЦК РКП(б), голова Північно-Уральського бюро РКП(б) (з лютого 1919).
У липні — жовтні 1919 року — голова Єкатеринбурзького губернського організаційного бюро РКП(б), а у жовтні — листопаді 1919 року — голова Єкатеринбурзького губернського комітету РКП(б).
У листопаді 1919 — квітні 1920 року — начальник політичного відділу 1-ї Червоної Уральської дивізії.
З квітня 1920 року — начальник політичного відділу Пермської залізниці, голова профспілки залізничників (дорпрофсожу) Пермської залізниці, член Пермського губернського революційного комітету.
У жовтні 1920 — січні 1921 року — відповідальний секретар Єкатеринбурзького губернського комітету РКП(б), член Уральського бюро ЦК РКП(б). Потім — завідувач політпросвіту відділу народної освіти Єкатеринбурзької губернії, завідувач агітаційно-пропагандистського відділу Єкатеринбурзького губернського комітету РКП(б). У серпні 1921 — травні 1922 року — знову відповідальний секретар Єкатеринбурзького губернського комітету РКП(б).
У травні — жовтні 1922 року — відповідальний секретар Сімферопольського окружного комітету РКП(б) Кримської АРСР.
25 жовтня 1922 — 13 травня 1924 — відповідальний секретар Кримського обласного комітету РКП(б).
З 1925 року працював головою правління Північного хімічного тресту в Ленінграді, а у 1927 році — торговельним представником СРСР у Австрійській Республіці. З 1927 по 1928 рік — у розпорядженні Народного комісаріату торгівлі СРСР.
13 березня 1928 року виключений із ВКП(б) за опозиційну троцькістську діяльність і висланий у Великий Устюг Вологодської губернії.
30 січня 1930 року поновлений у членах ВКП(б). З 1930 року працював начальником фінансово-рахункового управління Всехімпрому, заступником голови правління Всехімпрому Вищої ради народного господарства (ВРНГ) СРСР, начальником планово-економічного управління Всехімпрому, заступником начальника Головхімпрому і членом колегії Народного комісаріату важкої промисловості СРСР.
У лютому 1933 року заарештований, 20 лютого 1933 року виключений із ВКП(б), а у 1934 році засуджений до 3-х років заслання у місто Іркутськ. До серпня 1936 року — начальник фінансового відділу Іркутського тресту «Східсибліс».
17 серпня 1936 року заарештований органами НКВС. Засуджений до розстрілу, розстріляний. Посмертно реабілітований.